# サラソータ郡 (フロリダ州)
サラソータ郡（英: Sarasota County）は、アメリカ合衆国フロリダ州のフロリダ半島メキシコ湾岸に位置する郡である。人口は43万4006人（2020年）。郡庁所在地はサラソータであり、同郡で人口最大の都市はノースポートである。
サラソータ郡はノースポート・ブレイデントン・サラソータ都市圏に属しており、またマナティ郡や北部の数郡とともにタンパ湾地域に属すと見なされることも多い。

## 歴史

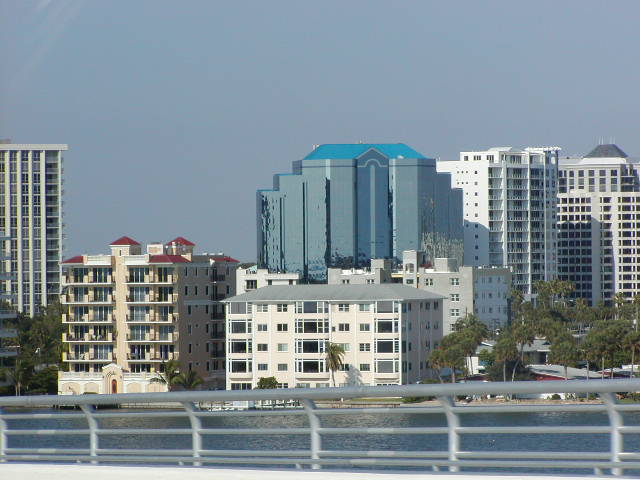
ジョン・リングリング・コーズウェイ橋から郡庁所在地のサラソータ市中心街を望む

サラソータ郡は1921年に設立された。フロリダがアメリカ合衆国の領土となり、州となってからのこの地域はヒルズボロ郡に属し、その後は州政府がより小さな組織に分割する中でマナティ郡に属していた。マナティ郡からは他に3つの郡が創られることになった。
ヨーロッパ人がこの地域に接触して以来、サラソータという名前が使われてきたが、その由来は不明である。インディアンのカルーサ語で、「岩の先端」あるいは「ダンスの場所」を意味する言葉から派生した可能性がある。20世紀になってサラソータ市で開催されている美人コンテストのために創られた話では、有名な探検家エルナンド・デ・ソトの娘サラに因んで名付けたとされている。
フロリダ都市同盟に拠れば、1763年の土地特許図に "Zarazote" という名前が印刷されたのが最初になっている。

## 地理
アメリカ合衆国国勢調査局に拠れば、郡域全面積は725.18|平方マイル (1,878.2 km2)であり、このうち陸地571.55平方マイル (1,480.3 km2)、水域は153.63平方マイル (397.9 km2)で水域率は21.19%である。

### 交通

#### 空港
- サラソータ・ブレイデントン国際空港、マナティ郡に滑走路、サラソータ郡にターミナルがある
- ベニス市民空港、ベニス市の一般用途空港

#### 主要高規格道路
- 州間高速道路75号線、南北方向自動車専用道、郡内にはインターチェンジが10か所ある
- アメリカ国道41号線、南北方向幹線道、タンパとマイアミを繋いだのでタミアミ・トレイルとも呼ばれる
- アメリカ国道301号線、南北方向幹線道
- フロリダ州道789号線
- フロリダ州道758号線
- フロリダ州道780号線
- フロリダ州道776号線
- フロリダ州道72号線
- フロリダ州道681号線

#### 公共交通機関
- サラソータ郡地域交通 (SCAT) が郡内の公共輸送を担当している。郡が運営しており、19の定期路線運行とダイアル・ア・ライド・サービスを行っている。

### 隣接する郡
- マナティ郡 - 北
- デソト郡 - 東
- シャーロット郡 - 南

### 公園と保護地

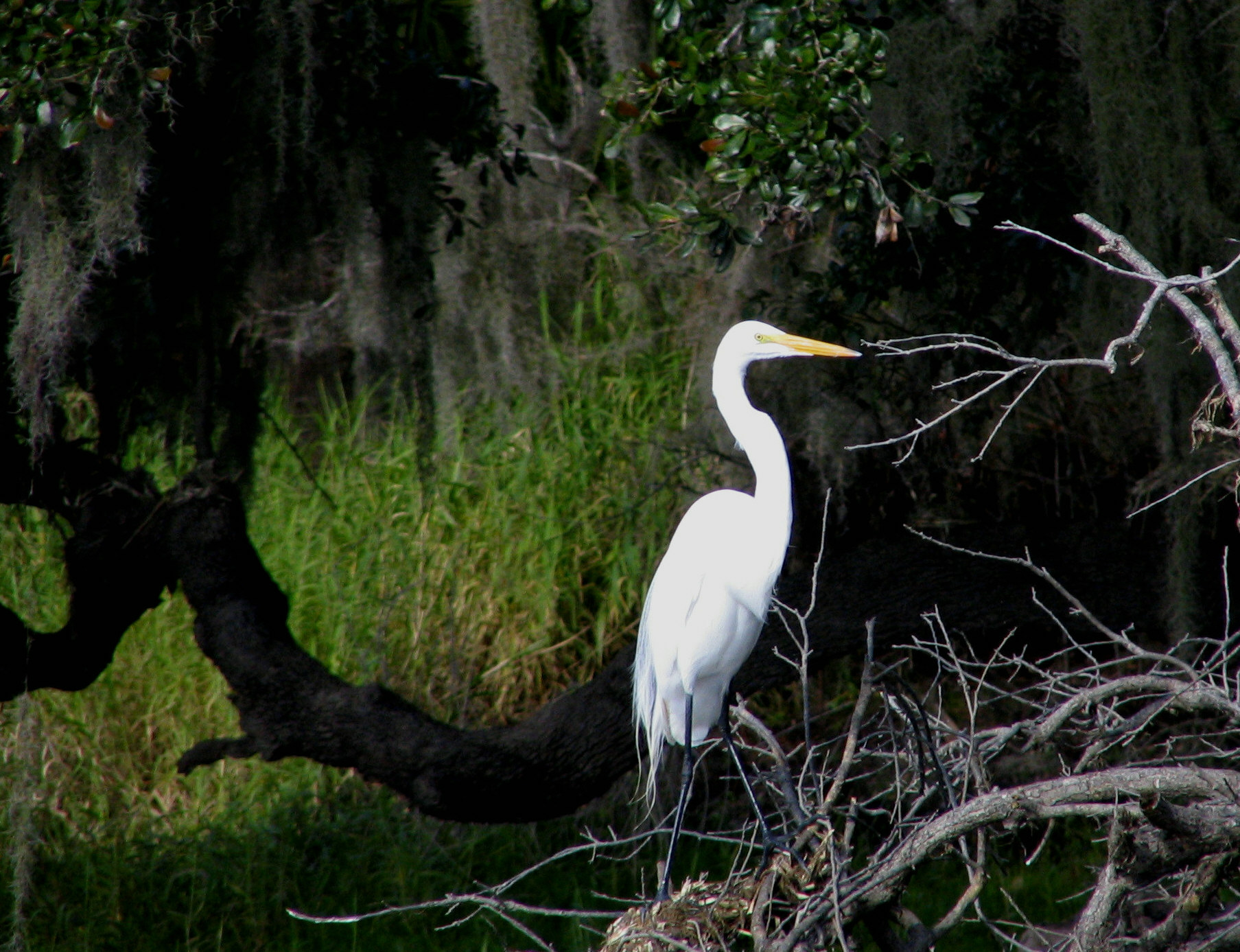
マイアッカ川州立公園のダイサギ

| - ベイオンパーセル - サーカスハンモック - カリー・クリーク保護地 - ディアプレーリー・クリーク - ジェルクス保護地 | - マナソタスクラブ保護地 - マイアッカ諸島ポイント - オールドマイアッカ保護地 - パインランズ保存地 - ポコノトレイル保護地 | - レッドバグ・スロー - スリーピングタートルズサウス - スリーピングタートルズノース - サウスリーモンベイ保護地 - T・マブリー・カールトン保存地 |

## 人口動態
以下は2000年国勢調査による人口統計データである。
| 基礎データ - 人口: 325,957人 - 世帯数: 149,937 世帯 - 家族数: 94,460 家族 - 人口密度: 220人/km2（570人/mi2） - 住居数: 182,467軒 - 住居密度: 123軒/km2（319軒/mi2） 人種別人口構成 - 白人: 92.65% - アフリカン・アメリカン: 4.18% - ネイティブ・アメリカン: 0.22% - アジア人: 0.77% - 太平洋諸島系: 0.03% - その他の人種: 1.14% - 混血: 1.02% - ヒスパニック・ラテン系: 4.34% 言語による構成 - 英語：89.7% - スペイン語：4.4% - ドイツ語：1.3% - フランス語：1.0% 年齢別人口構成 - 18歳未満: 16.2% - 18-24歳: 5.0% - 25-44歳: 21.7% - 45-64歳: 25.6% - 65歳以上: 31.5% - 年齢の中央値: 50歳 - 性比（女性100人あたり男性の人口） - 総人口: 90.0 - 18歳以上: 87.3 | 世帯と家族（対世帯数） - 18歳未満の子供がいる: 18.3% - 結婚・同居している夫婦: 52.7% - 未婚・離婚・死別女性が世帯主: 7.7% - 非家族世帯: 37.0% - 単身世帯: 30.4% - 65歳以上の老人1人暮らし: 16.9% - 平均構成人数 - 世帯: 2.13人 - 家族: 2.61人 収入と家計 - 収入の中央値 - 世帯: 41,957米ドル - 家族: 50,111米ドル - 性別 - 男性: 32,114米ドル - 女性: 25,721米ドル - 人口1人あたり収入: 28,326米ドル - 貧困線以下 - 対人口: 7.8% - 対家族数: 5.1% - 18歳未満: 12.7% - 65歳以上: 4.5% |

## 都市と町

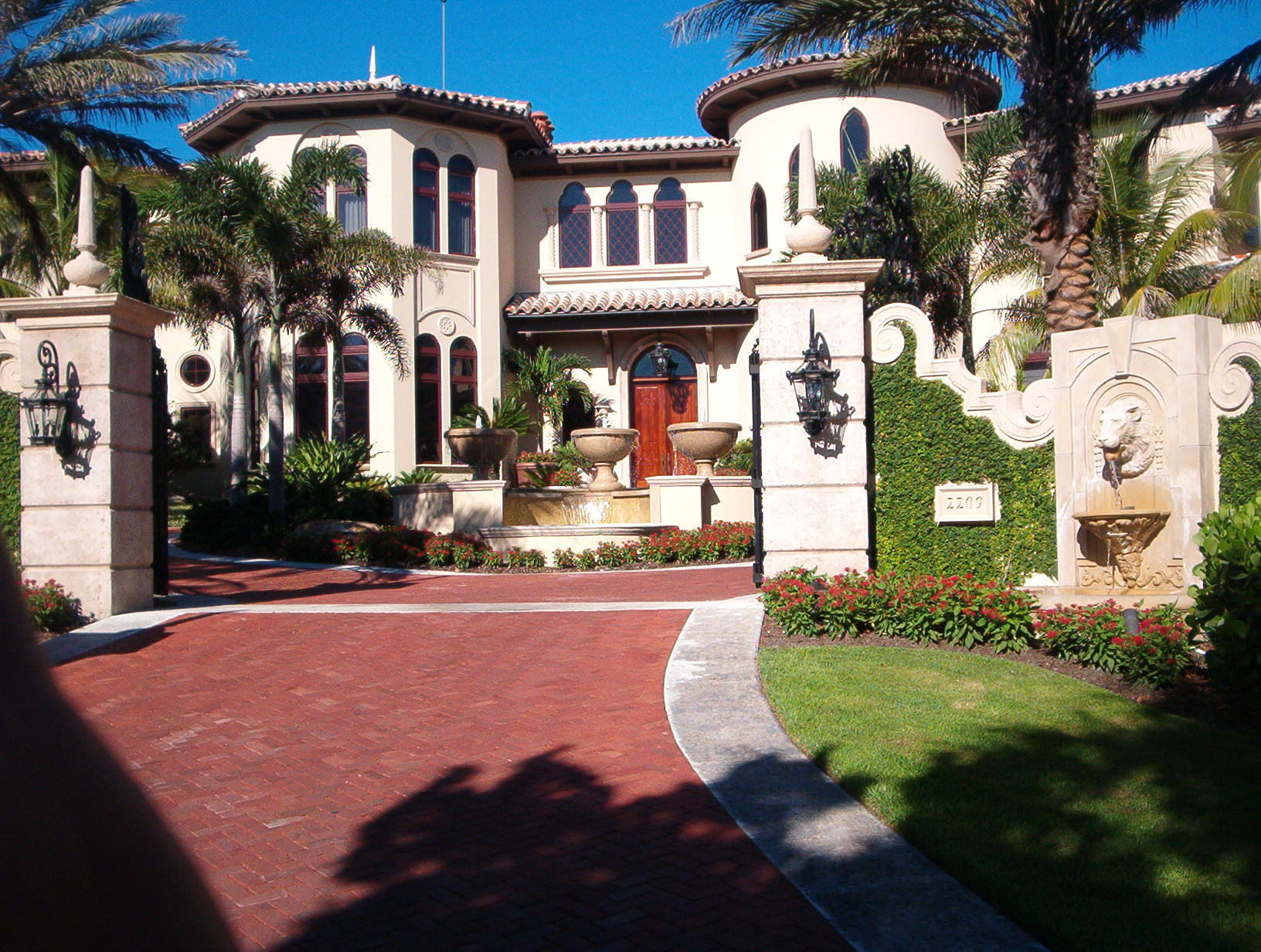
ノコミスに近いケーシーキーのように幾つかの地域は大変裕福である

### 法人化自治体
1. サラソータ市 - 郡庁所在地
2. ノースポート市
3. ベニス市
4. ロングボートキー町

### 未編入の町
| - ビーリッジ - デソトレイクス - イングルウッド - フルートビル - ガルフゲイトエステイツ - ケンジントンパーク - レイクサラソータ - ローレル | - ノコミス - ノースサラソータ - オスプレイ - プランテーション - リッジウッドハイツ - サラソータスプリングス - シエスタキー - サウスゲイトリッジ | - サウスサラソータ - サウスベニス - サウスゲイト - ザ・メドウズ - バモ - ベニスガーデンズ - ウォームミネラルスプリングス |

## 教育

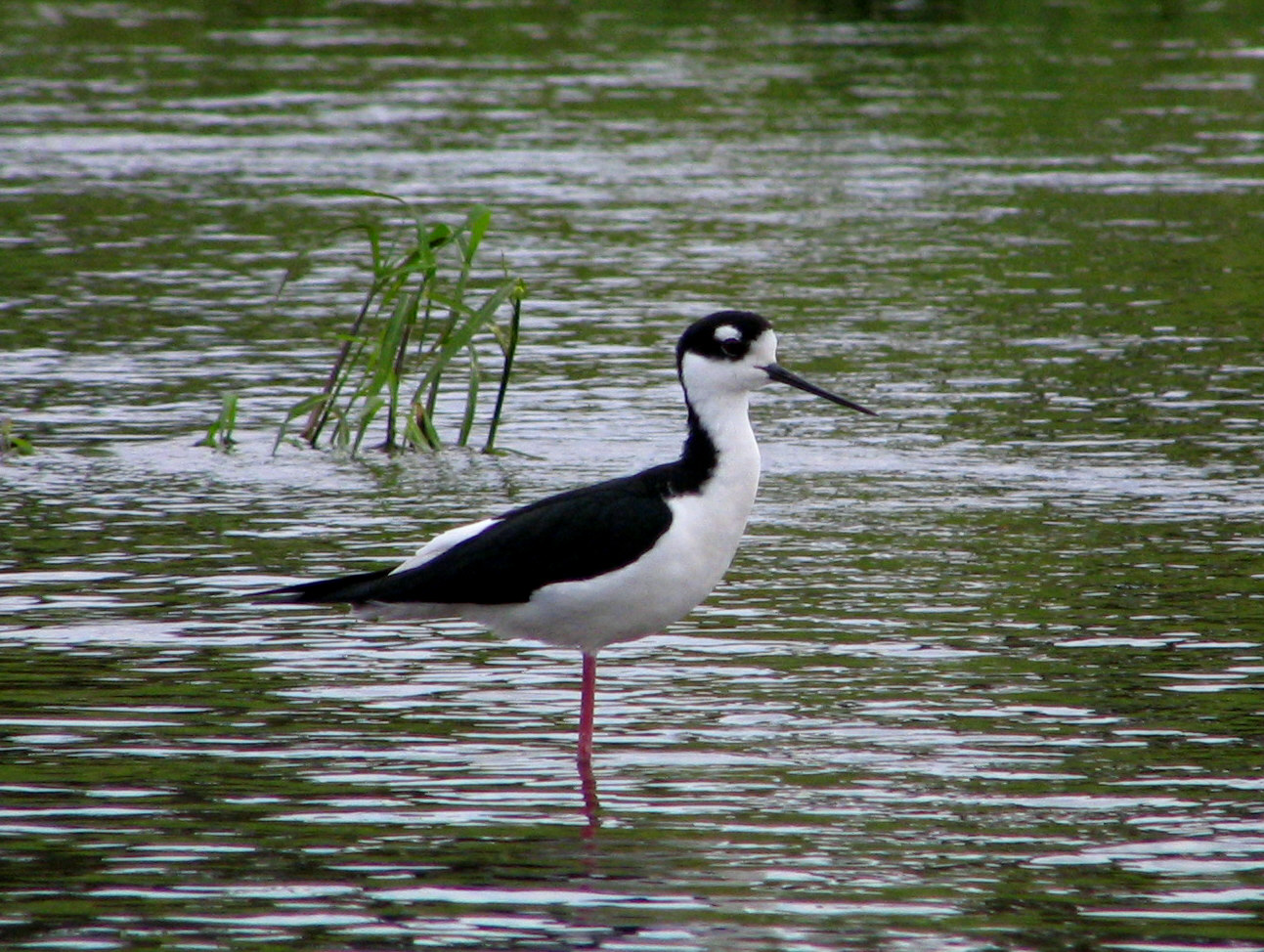
マイアッカ川州立公園のクロクビセイタカシギ

### 初等中等教育
- 郡内の公共教育はサラソータ郡公共教育学区が管轄している

### 高等教育機関
- ニュー・カレッジ・オブ・フロリダ、公立教養系カレッジ
- 南フロリダ大学サラソータ・マグネイト、南フロリダ大学の支部
- リングリング芸術デザイン・カレッジ、私立4年生非営利の認証カレッジ

## メディア

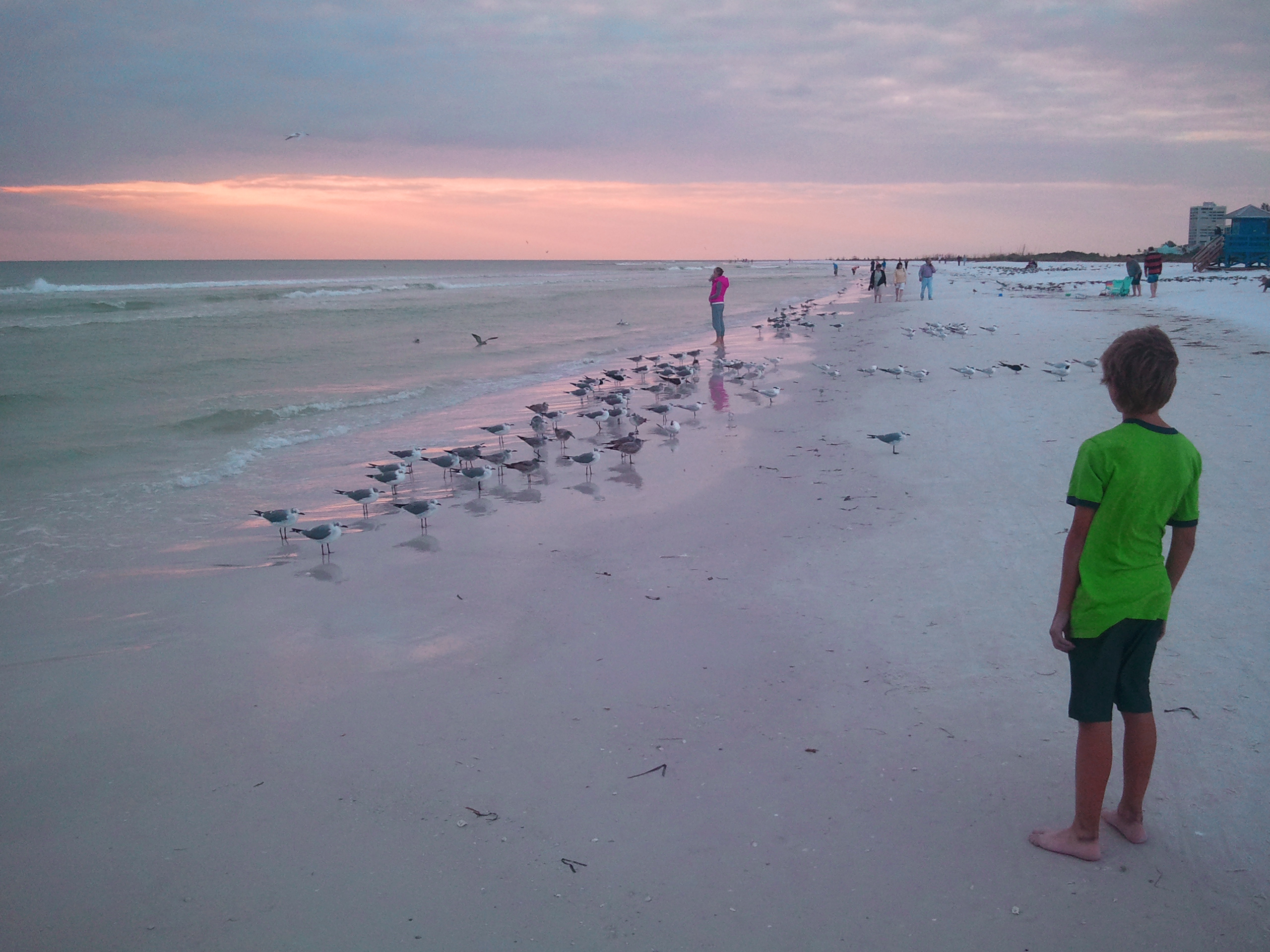
シエスタ海浜の夕日

### 新聞
- 「サラソータ・ヘラルド・トリビューン」、郡内に加えて、マナティ郡、シャーロット郡、デソト郡にも配付、購読数は日刊紙で110,817 部、日曜版で 132,185 部（2005年平均）[6]。オンラインニュースもある[7]
- 「ベニス・ゴンドリア・サン」、フロリダ・デジタル新聞図書館[8]のウェブサイト[9]とアーカイブ[10]
- 「ペリカン・プレス」[11]
- 「ザ・オブザーバー・ニューズペーパーズ」[12]
- 「ザ・サラソータ・ニューズ・リーダー」[13]

### テレビ
サラソータ郡はタンパ・セントピーターズバーグ・サラソータテレビ市場に属している。テレビ局の大半はセントピーターズバーグかタンパ市内にある。サラソータ市には2つのテレビ局がある。